# Mistrzostwa Świata Juniorów w Saneczkarstwie 2013
28. Mistrzostwa świata juniorów w saneczkarstwie odbyły się w dniach 15–16 stycznia 2013 roku w Park City (Stany Zjednoczone). Zawodnicy rywalizowali w czterech konkurencjach: jedynkach kobiet, jedynkach mężczyzn, dwójkach mężczyzn oraz w zawodach drużynowych.

## Terminarz
| Data             | Miejscowość | Konkurencja      | Złoto                                                                          | Srebro                                                                           | Brąz                                                                     |
| ---------------- | ----------- | ---------------- | ------------------------------------------------------------------------------ | -------------------------------------------------------------------------------- | ------------------------------------------------------------------------ |
| 15 stycznia 2013 | Park City   | Jedynki kobiet   | Emily Sweeney                                                                  | Carolin Freiherrin von Schleinitz                                                | Natalie Burkhardt                                                        |
| 15 stycznia 2013 | Park City   | Jedynki mężczyzn | Dominik Fischnaller                                                            | Emanuel Rieder                                                                   | David Gleirscher                                                         |
| 16 stycznia 2013 | Park City   | Dwójki mężczyzn  | Niemcy Tim Brendel · Florian Funk                                              | Niemcy Julius Löffler · Florian Küchler                                          | Stany Zjednoczone Ty Andersen · Anthony Espinoza                         |
| 16 stycznia 2013 | Park City   | Drużynowe        | Włochy Sandra Robatscher Dominik Fischnaller Florian Gruber Simon Kainzwaldner | Niemcy Carolin Freiherrin von Schleinitz Florian Berkes Tim Brendel Florian Funk | Stany Zjednoczone Emily Sweeney Tucker West Ty Andersen Anthony Espinoza |

## Wyniki

### Jedynki kobiet
- Data / Początek: Wtorek 15 stycznia 2013

| Medal | Zawodniczka                       | Narodowość        | 1. zjazd | 2. zjazd | Czas     | Strata |
| ----- | --------------------------------- | ----------------- | -------- | -------- | -------- | ------ |
|       | Emily Sweeney                     | Stany Zjednoczone | 44.032   | 44.089   | 1:28.121 | –      |
|       | Carolin Freiherrin von Schleinitz | Niemcy            | 44.048   | 44.134   | 1:28.182 | +0.061 |
|       | Natalie Burkhardt                 | Niemcy            | 44.146   | 44.069   | 1:28.215 | +0.094 |
| 4.    | Angelique Fleischer               | Niemcy            | 44.163   | 44.128   | 1:28.291 | +0.170 |
| 5.    | Laura Glover                      | Kanada            | 44.224   | 44.121   | 1:28.345 | +0.224 |
| 6.    | Summer Britcher                   | Stany Zjednoczone | 44.310   | 44.058   | 1:28.368 | +0.247 |
| 7.    | Sandra Robatscher                 | Włochy            | 44.166   | 44.221   | 1:28.387 | +0.266 |
| 8.    | Andrea Vötter                     | Włochy            | 44.161   | 44.368   | 1:28.529 | +0.408 |
| 9.    | Jordan Smith                      | Kanada            | 44.276   | 44.336   | 1:28.612 | +0.491 |
| 10.   | Saskia Langer                     | Niemcy            | 44.311   | 44.433   | 1:28.744 | +0.623 |
| ...   | ...                               | ...               | ...      | ...      | ...      | ...    |
| 20.   | Natalia Wojtuściszyn              | Polska            | 44.612   | 45.113   | 1:29.725 | +1.604 |

### Jedynki mężczyzn
- Data / Początek: Wtorek 15 stycznia 2013

| Medal | Zawodnik            | Narodowość        | 1. zjazd | 2. zjazd | Czas     | Strata |
| ----- | ------------------- | ----------------- | -------- | -------- | -------- | ------ |
|       | Dominik Fischnaller | Włochy            | 43.417   | 43.846   | 1:27.263 | –      |
|       | Emanuel Rieder      | Włochy            | 43.783   | 43.728   | 1:27.511 | +0.248 |
|       | David Gleirscher    | Austria           | 43.660   | 43.865   | 1:27.525 | +0.262 |
| 4.    | Kevin Fischnaller   | Włochy            | 43.706   | 43.834   | 1:27.540 | +0.277 |
| 5.    | Florian Berkes      | Niemcy            | 43.767   | 43.795   | 1:27.562 | +0.299 |
| 6.    | Georg Reumshussel   | Niemcy            | 43.746   | 43.894   | 1:27.640 | +0.377 |
| 7.    | Riks Rozitis        | Łotwa             | 43.739   | 44.053   | 1:27.792 | +0.529 |
| 8.    | Maksin Arawin       | Rosja             | 43.767   | 44.039   | 1:27.806 | +0.543 |
| 9.    | Toni Gräfe          | Niemcy            | 44.015   | 43.838   | 1:27.853 | +0.590 |
| 10.   | Tucker West         | Stany Zjednoczone | 43.829   | 44.053   | 1:27.882 | +0.619 |

### Dwójki mężczyzn
- Data / Początek: 16 stycznia 2013

| Medal | Zawodnik                            | Narodowość        | 1. zjazd | 2. zjazd | Czas     | Strata |
| ----- | ----------------------------------- | ----------------- | -------- | -------- | -------- | ------ |
|       | Tim Brendel Florian Funk            | Niemcy            | 44.237   | 44.478   | 1:28.715 | –      |
|       | Julius Löffler Florian Küchler      | Niemcy            | 44.361   | 44.355   | 1:28.716 | +0.001 |
|       | Ty Andersen Anthony Espinoza        | Stany Zjednoczone | 44.360   | 44.382   | 1:28.742 | +0.027 |
| 4.    | Florian Gruber Simon Kainzwaldner   | Włochy            | 44.321   | 44.471   | 1:28.792 | +0.077 |
| 5.    | Kristens Putins Imants Marcinkēvičs | Łotwa             | 44.779   | 44.548   | 1:29.327 | +0.612 |
| 5.    | Luca Hunziker Christian Maag        | Szwajcaria        | 44.861   | 44.466   | 1:29.327 | +0.612 |
| 7.    | Justin Tobin Taylor Donegan         | Kanada            | 44.714   | 44.641   | 1:29.355 | +0.640 |
| 8.    | Justin Krewson Tristan Jeskanen     | Stany Zjednoczone | 44.624   | 44.877   | 1:29.501 | +0.786 |
| 9.    | Yury Kalinin Sergey Belyaew         | Rosja             | 45.206   | 44.898   | 1:30.104 | +1.389 |
| 10.   | Jakub Šimoňák Patrik Tomasko        | Słowacja          | 45.201   | 45.483   | 1:30.684 | +1.969 |

### Drużynowe
- Data / Początek: 16 stycznia 2013

| Medal | Zawodnik                                                                  | Narodowość           |
| ----- | ------------------------------------------------------------------------- | -------------------- |
|       | Sandra Robatscher/Dominik Fischnaller/Florian Gruber/Simon Kainzwaldner   | Włochy               |
|       | Carolin Freiherrin von Schleinitz/Florian Berkes/Tim Brendel/Florian Funk | Niemcy               |
|       | Emily Sweeney/Tucker West/Ty Andersen/Anthony Espinoza                    | Stany Zjednoczone    |
| 4.    | Miriam Kastlunger/David Gleirscher/Luca Hunziker/Christian Maag           | Austria · Szwajcaria |
| 5.    | Laura Glover/Mitchel Malyk/Justin Tobin/Taylor Donegan                    | Kanada               |
| 6.    | Ulla Zirne/Riks Rozitis/Kristens Putins/Imants Marcinkēvičs               | Łotwa                |
| 7.    | Wiktoria Diemczenko/Maksin Arawin/Stanisław Maltsew/Oleg Faszhutdinow     | Rosja                |
| 8.    | Ołena Szumowa/Anton Dukacz/Wołodymyr Buryy/Anatolii Lehedza               | Ukraina              |
| 9.    | Katarina Simonakowa/Patrik Korbela/Marián Zemanik/Jozef Petrulak          | Słowacja             |
| 10.   | Elena Postoaca/Daniel Popa/Cosmin Atodiresei/Ștefan Musei                 | Rumunia              |

## Klasyfikacja medalowa
| Miejsce | Państwo           |   |   |   | Razem |
| ------- | ----------------- | - | - | - | ----- |
| 1.      | Włochy            | 2 | 1 | 0 | 3     |
| 2.      | Niemcy            | 1 | 3 | 1 | 5     |
| 3.      | Stany Zjednoczone | 1 | 0 | 2 | 3     |
| 4.      | Austria           | 0 | 0 | 1 | 1     |